# Gabriela Ortigoza
Gabriela Ortigoza es una escritora mexicana. Ha realizado su carrera en la televisión mexicana para Televisa, fue adaptadora de nuevas versiones de la escritora cubana Inés Rodena, como escritora de cabecera de Angelli Nesma Medina, después pasó a ser escritora de cabecera de MaPat y recientemente es la escritora de cabecera de Ignacio Sada Madero. Sus grandes éxitos son Alcanzar una estrella primera novela original en conjunto con Jesús Calzada, Baila conmigo segunda novela original en conjunto con Susan Crowley y adaptaciones de las nuevas versiones de historias de Latinoamérica: Simplemente María, María José, Sin ti, Camila, Niña amada mía, Contra viento y marea, La mujer del Vendaval y Sin tu mirada.

## Trayectoria

### Historias Originales
- La segunda noche (2001) película
- Amor de papel (1993/94)
- Pueblo viejo (1993) película
- Baila conmigo (1992) (con Susan Crowley)
- Hay para todas (1992) película
- Tres son peor que una (1992) película
- Más que alcanzar una estrella (1992) película

### Adaptaciones
- El precio de amarte (2024) Original de Inês Gomes
- La madrastra (2022) Original de Arturo Moya Grau[1]
- Sin tu mirada (2017/18) Original de Delia Fiallo
- Mi adorable maldición (2017) Original de Julio Jiménez[2][3]
- Segunda parte de Hasta el fin del mundo (2014/15) Original de Enrique Estevanez[4]
- Tercera parte final de Por siempre mi amor (2013/14) Original de Abel Santa Cruz y Eric Vonn
- La mujer del Vendaval (2012/13) Original de Camilo Hernández[5]
- Ni contigo ni sin ti (2011) Original de Cassiano Gabus Méndez
- Juro que te amo (2008/09) Original de Liliana Abud
- Yo amo a Juan Querendón (2007) Original de Felipe Salmanca y Dago García
- Segunda parte de Contra viento y marea (2005) Original de Manuel Muñoz Rico
- Apuesta por un amor (2004/05) Original de Bernardo Romero Pereiro
- Segunda parte de CLAP (2004) Original de Socorro González, Eduardo Jiménez Pons y Gloria Berruti
- Niña amada mía (2003) Original de César Miguel Rondón[6]
- Por un beso (2000/01) Original de Inés Rodena
- Por tu amor (1999) Original de Caridad Bravo Adams
- Camila (1998) Original de Inés Rodena[7]
- Sin ti (1997/98) Original de Inés Rodena[8]
- María José (1995) Original de Inés Rodena
- Alcanzar una estrella (1990) Original de Jesús Calzada[9]
- Simplemente María (1989/90) Original de Celia Alcántara[10]

### Nuevas versiones reescritas por ella misma
- Simplemente María (2015/16) Original de Celia Alcántara[11]

### Ediciones literarias
- Segunda parte Agujetas de color de rosa (1994/95) Original de Susan Crowley
- Carrusel (1989/90) escrita por Ley Quintana y Valeria Phillips
- Rosa salvaje (1987/88) escrita por Carlos Romero y Vivian Pestalozzi

## Premios y nominaciones

### Premios TVyNovelas
| Año  | Categoría                   | Telenovela              | Resultado |
| ---- | --------------------------- | ----------------------- | --------- |
| 2008 | Mejor historia o adaptación | Yo amo a Juan Querendón | Nominada  |

### TV Adicto Golden Awards
| Año  | Categoría                  | Telenovela           | Resultado |
| ---- | -------------------------- | -------------------- | --------- |
| 2012 | Mejor diseño de personajes | Ni contigo ni sin ti | Ganadora  |